# Schulhistorische Sammlung Bremerhaven

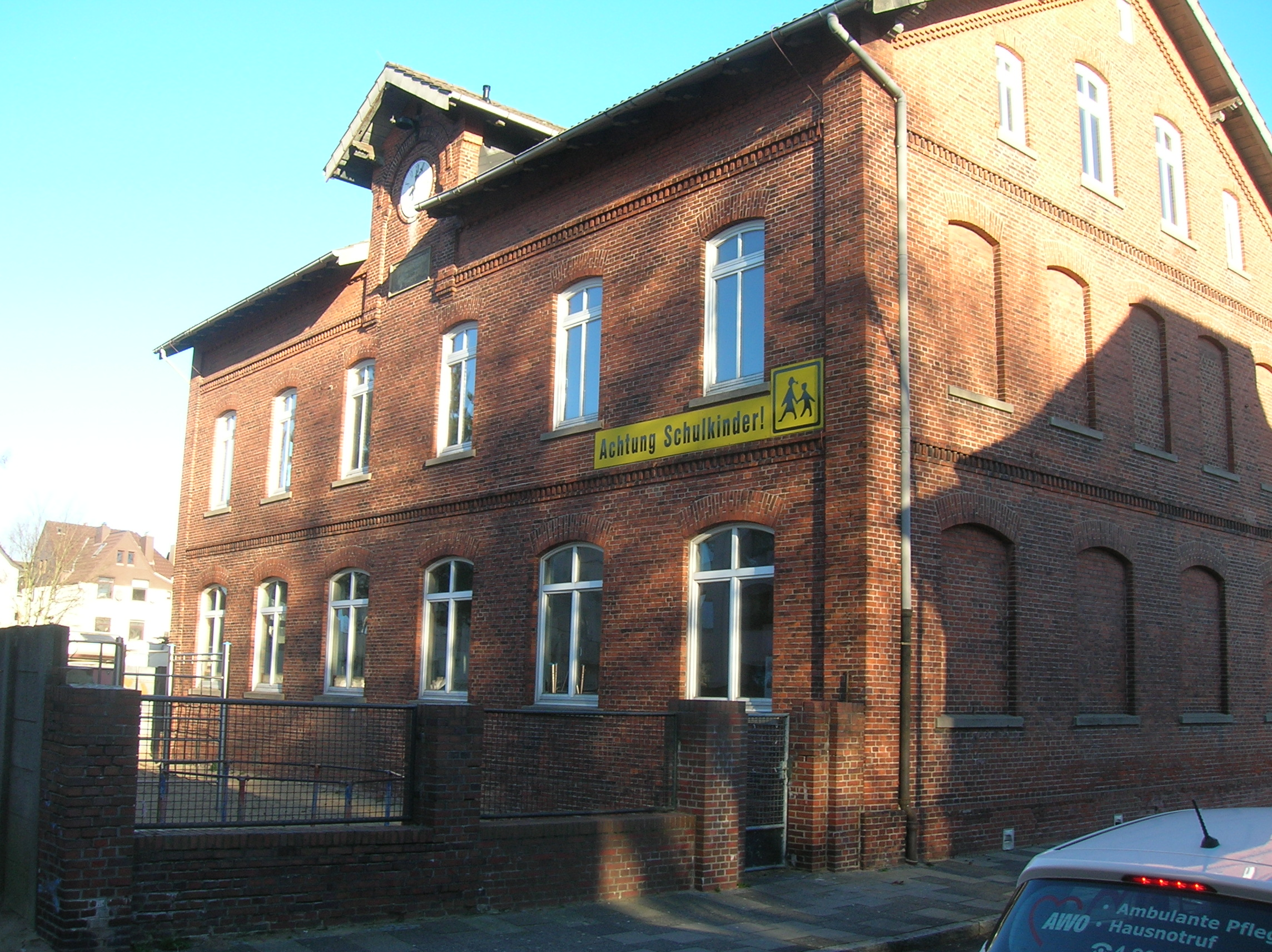
Fichteschule

Die Schulhistorische Sammlung Bremerhaven ist ein Schulmuseum und befindet sich in Bremerhaven - Wulsdorf, Heidacker 13, in der Fichteschule (Hofgebäude).

## Geschichte
Ab 1985 wurde auf Vorschlag von Oberschulrat Henrich Schulte am Hülse und des Leiters des Lehrerfortbildungsinstituts Walter Link eine schulhistorische Sammlung für Bremerhaven aufgebaut.  Über einen Sammlungsaufruf an alle Bremerhavener Schulen wurden die Exponate beschafft.

Ein Förderverein zur Pflege und Ergänzung der Schulhistorischen Sammlung wurde gegründet.
Gezeigt werden u. a. ein historisches Klassenzimmer mit Lehrerpult und Schiefertafel, Lehrmaterial von nach 1900, alte Zeugnisse, Fotos, Schülerarbeiten, Schülerhefte, Landkarten, Exponate aus dem Physik- und Biologieunterricht und eine Bibliothek mit historischen Schulbüchern zur Geschichte und zu den Naturwissenschaften sowie Bücher zur damaligen Pädagogik.
Ausstellungen zu besonderen Themen und Vorträge zur Schulgeschichte Bremerhavens werden organisiert.